# Claude Esteban
Claude Esteban (París, 26 de julio de 1935 - París, 10 de abril de 2006) fue un poeta y ensayista francés.
Nacido en París de padre español y de madre francesa, dividido entre dos idiomas, Claude Esteban fue el autor de una obra poética destacada en los últimos decenios del siglo XX y a principios de este siglo. Escribió también numerosos ensayos sobre poesía y lenguaje y fue el traductor al francés de algunos grandes poetas de lengua española, como Jorge Guillén, Octavio Paz, Borges, García Lorca, César Vallejo, Quevedo y Góngora. Publicó muchos ensayos sobre arte, artistas modernos (Ubac, Vieira da Silva, Castro, Palazuelo, Morandi, Chagall, Braque, Chillida, Giacometti...), pero también sobre pintores antiguos (Goya, Velázquez, Rembrandt, Claude Lorrain, Caravaggio...). En 1973, fue el fundador de la revista de poesía y arte Argile, publicada por Maeght (24 números, hasta 1981).

## Obras

### Traducidas al español
- Algunos pasajes de "La Saison dévastée", trad. de Jorge Guillén, in Jorge Guillén, Final, Barcelona, Barral, 1981 (1.ª publicación en la Revista de Occidente, 19 (Madrid, mayo de 1977)).
- Siete días de ayer, trad. colectiva del Taller de Traducción Literaria de la Universidad de La Laguna, dirigida por Andrés Sánchez Robayna, Tenerife, Ediciones Canarias, 1996.
- En el último páramo, trad. colectiva, Madrid, Hiperión, 1998.
- La heredad de las palabras, trad. de Juan Abeleira, Madrid, Hiperión, 1998.
- Coyuntura del cuerpo y del jardín - Doce en el sol - Imágenes pintadas, trad. de María Victoria Atencia, Sevilla, Editorial Renacimiento, 2001.
- Crónica de une herida, trad. de Julieta Lerman, Buenos Aires, Paradiso Ediciones, 2008.
- Diez textos publicados en la revista de Octavio Paz — Vuelta — entre 1981 y 1997.
- Palazuelo (monografía), Maeght, 1980.

### En español
- Diario inmóvil / Diario immobile, poemas en español traducidos al italiano por Jacqueline Risset, edición bilingüe, Milano, Vanni Scheiwiller, 1987.

### En francés
Poesía
- La Mort à distance, Gallimard, 2007.
- Le Jour à peine écrit (1967-1992), Gallimard, 2006.
- Morceaux de ciel, presque rien, Gallimard, 2001.
- Janvier, février, mars. Pages, Farrago, 1999.
- Quelqu'un commence à parler dans une chambre, Flammarion, 1995.
- Soleil dans une pièce vide, Flammarion, 1991.
- Elégie de la mort violente, Flammarion, 1989.
- Le Nom et la Demeure, Flammarion, 1985.
- Conjoncture du corps et du jardin suivi de Cosmogonie, Flammarion, 1983.
- Terres, travaux du cœur, Flammarion, 1979.

Ensayos sobre poesía, literatura y lenguaje
- Ce qui retourne au silence, Farrago, 2004.
- D'une couleur qui fut donnée à la mer, Fourbis, 1997.
- Le Partage des mots, Gallimard, 1990.
- Critique de la raison poétique, Flammarion, 1987.
- Un lieu hors de tout lieu, Galilée, 1979.

Ensayos sobre arte y monografías
- Par-delà les figures. Écrits sur l'art, 1964-2006, edición de Xavier Bruel y Paul-Henri Giraud, prefacio de Pierre Vilar, L'Atelier contemporain, 2024.
- L'Ordre donné à la nuit, Verdier, 2005.
- La Dormition du Comte d'Orgaz, Farrago, 2002.
- Traces, figures, traversées, Galilée, 1985.
- Palazuelo, Maeght, 1980.
- Ubac, Maeght, 1978.
- Veilleurs aux confins (Fernández, Morandi, Josef Šíma, Szenes, Tal-Coat, Ubac, Vieira da Silva), Fata Morgana, 1978.
- L'Immédiat et l'Inaccessible, Galilée, 1978.
- Chillida, Maeght, 1972.